# Fall Branch
Fall Branch és una concentració de població designada pel cens dels Estats Units a l'estat de Tennessee. Segons el cens del 2000 tenia 1.313 habitants.

## Demografia
Segons el cens del 2000, Fall Branch tenia 1.313 habitants, 547 habitatges, i 404 famílies. La densitat de població era de 108,6 habitants/km².
Dels 547 habitatges en un 27,4% hi vivien nens de menys de 18 anys, en un 63,1% hi vivien parelles casades, en un 7,3% dones solteres, i en un 26% no eren unitats familiars. En el 23,6% dels habitatges hi vivien persones soles el 9% de les quals corresponia a persones de 65 anys o més que vivien soles. El nombre mitjà de persones vivint en cada habitatge era de 2,4 i el nombre mitjà de persones que vivien en cada família era de 2,84.
Per edats la població es repartia de la següent manera: un 21,5% tenia menys de 18 anys, un 5% entre 18 i 24, un 30,2% entre 25 i 44, un 27,3% de 45 a 60 i un 16,1% 65 anys o més.
L'edat mediana era de 41 anys. Per cada 100 dones de 18 o més anys hi havia 95,3 homes.
La renda mediana per habitatge era de 37.083 $ i la renda mediana per família de 42.802 $. Els homes tenien una renda mediana de 30.776 $ mentre que les dones 20.568 $. La renda per capita de la població era de 19.605 $. Entorn de l'1,1% de les famílies i el 3% de la població estaven per davall del llindar de pobresa.

## Poblacions més properes
El següent diagrama mostra les poblacions més properes.